# Storhästöfjärden
Storhästöfjärden är en fjärd i Finland. Den ligger i Korpo i landskapet Egentliga Finland, i den sydvästra delen av landet, 190 km väster om huvudstaden Helsingfors.
Storhästöfjärden avgränsas av Killingskär i norr, Stora Södö i nordöst, Abborrkobbarna i öster och Stora Hästö i söder. Dan ansluter till Brunskärs fjärden i väster, Södö fjärden i norr och Bärskärs fjärden i söder.